# 잔향 (음악 그룹)
잔향은 대한민국의 국악 그룹이다. 2020년 싱글 《바다, 그끝에》로 데뷔했다.

## 방송
- 풍류대장 - 힙한 소리꾼들의 전쟁 (2021) - Top33(24위)

## 음반
- 바다, 그끝에 (2020)
- 바람의 언덕 (2021)
- 풍류대장 - 힙한 소리꾼들의 전쟁 Episode.8 (2021)